# Дінгірі Віджетунге
Дінгірі Віджетунге (сингальск. ඩිංගිරි බණ්ඩා විජේතුංග) (15 лютого 1922, Канді, Британський Цейлон — 21 вересня 2008, Канді, Шрі-Ланка) — політик Шрі-Ланки, прем'єр-міністр Шрі-Ланки (1989—1993), президент Шрі-Ланки (1993—1994).

## Біографія
В 1946 році вступив в Об'єднану національну партію.
В 1942—1947 рр. працював в департаменті кооперативів.
В 1947—1952 рр. — секретар міністерства продовольства і кооперативів.
В 1952—1956 рр. — секретар міністерства внутрішніх справ.
В 1965 р. обраний депутатом парламенту. На виборах 1970 р. отримав поразку, з 1977 р. — знову член парламенту.
Обіймав пости міністрів: інформації і радіомовлення, ірригації, енергетики і шосейних доріг, пошт і телекомунікацій.
В 1987—1988 рр. — міністр сільськогосподарського розвитку і досліджень.
З квітня 1988 до лютого 1989 р. — губернатор Північно-Західної провінції.
З лютого 1989 р. — міністр фінансів.
В березні 1989-травні 1993 р. — одночасно прем'єр міністр і заступник лідера Об'єднаної національної партії. Прем'єрство Віджетунге було технократичним на фоні харизматичної політики президента Ранасінгхе Премадаси. Воно збіглося з гострим політичним протистоянням президента Премадаси з його політичними конкурентами — Гаміні Діссанеяком і Лалітхом Атхулатхмудалі.
В квітні 1993 року під час проведення кампанії в місцеві органи влади був застрелений Атхулатхмудалі, тиждень потому, 1 травня 1993 року, президент Премадаса був також вбитий.
Термінова сесія парламенту обирає Віджетунге на посаду президента країни до закінчення терміну повноважень Предамаси. Однак в цей час різко посилила свої позиції Чандріка Кумаратунга, донька двох перших прем'єр-міністрів Шрі-Ланки була вигідним контрастом в порівнянні з минулим селянином, який став президентом. Після поразки Об'єднаної національної партії на муніципальних виборах 1994 року Віджетунге достроково розпускає парламент, сподіваючись, що популярність Камарутенге ще не така велика.
Однак в 1994 році Народна партія, керована Камаратунге, впевнено перемагає на парламентських виборах, гарантуючи своєму лідеру прем'єрське крісло, а в листопаді того ж року вона обирається президентом, Віджетунге йде у відставку.